# ادیت پیترس
ادیت پیترس (انگلیسی: Edith Peters؛ ‏ ۱۴ آوریل ۱۹۲۶ – ۲۸ اکتبر ۲۰۰۰) یک موسیقی‌دان اهل ایالات متحده آمریکا بود.
از فیلم‌های معروف او می‌توان به بازی در کارتاژ در شعله‌های آتش و رام کردن زن سرکش اشاره کرد.